# Verwaltungsgemeinschaft Obermichelbach-Tuchenbach
In der Verwaltungsgemeinschaft Obermichelbach-Tuchenbach im mittelfränkischen Landkreis Fürth haben sich folgende Gemeinden zur Erledigung ihrer Verwaltungsgeschäfte zusammengeschlossen:
1. Obermichelbach, 3249 Einwohner, 9,27 km²
2. Tuchenbach, 1391 Einwohner, 6,48 km²

1980 entstand die Verwaltungsgemeinschaft Obermichelbach-Puschendorf-Tuchenbach durch den Austritt der Gemeinden aus der 1978 gegründeten Verwaltungsgemeinschaft Veitsbronn. Diese Körperschaft wurde nach der Sitzgemeinde dann in Verwaltungsgemeinschaft Tuchenbach umbenannt.
Durch den Austritt der Gemeinde Puschendorf entstand 1998 die Verwaltungsgemeinschaft Obermichelbach-Tuchenbach. Der Verwaltungssitz wurde 1998 von Tuchenbach nach Obermichelbach verlegt.
Vorsitzender der Verwaltungsgemeinschaft ist der Obermichelbacher Bürgermeister, z. Z. Bernd Zimmermann.